# ヨン・アルネ・リーセ
ヨン・アルネ・セムンセート・リーセ（John Arne Semundseth Riise, 1980年9月24日 - ）は、ノルウェーのモルデ出身の元サッカー選手。ポジションはDFで、主に左サイドバックを務める。左サイドハーフとしてMFで起用されることもあった。
ノルウェー代表の最多出場記録の保持者である。実弟のビヨルン・ヘルゲ・リーセもサッカー選手である。

## クラブ経歴

### キャリア初期
リーセは地元のプロクラブオーレスンFKでキャリアをスタートさせた。デビュー2シーズン目からレギュラーの座を掴むと、1998年に自身のキャリアの土台となる時期を過ごすリーグ・アンのASモナコに引き抜かれた。2005年4月、オーレスンFKが彼らの新スタジアムを開設した。地元の経営者であったオラフ・ニルス・スンデは、スタジアム建設記念にリーセの銅像をクラブに寄付した。現在もそのまま残っているこの銅像は、当時はリーセの知名度の低さから誰を称える銅像かを認識できない人が多かった。2007年、UEFAチャンピオンズリーグ決勝の舞台に立ったリーセは試合後、母国ノルウェーのリポーターからこのことを尋ねられ、「俺がもっと有名になればいいだけの話。そうすれば、どいつも銅像を見ればすぐに俺だとわかるはずさ。」と返答した。
リーセはモナコで1999-2000シーズンのリーグ制覇をレギュラーとして経験したが、当時の監督クロード・ピュエルから完璧な信頼を得られておらず、シーズン終了後にモナコを退団することで両者合意した。リーセにはプレミアリーグ、特にフラムFCやリーズ・ユナイテッドFCからの接触があり、両クラブは400万ポンドの移籍金を用意したが、モナコ側の要求は600万ポンドであったため、これらの移籍は実現しなかった。
リーセを換金したかったモナコは結局、リヴァプールFCに400万ポンドでリーセを売却した。

### リヴァプールFC

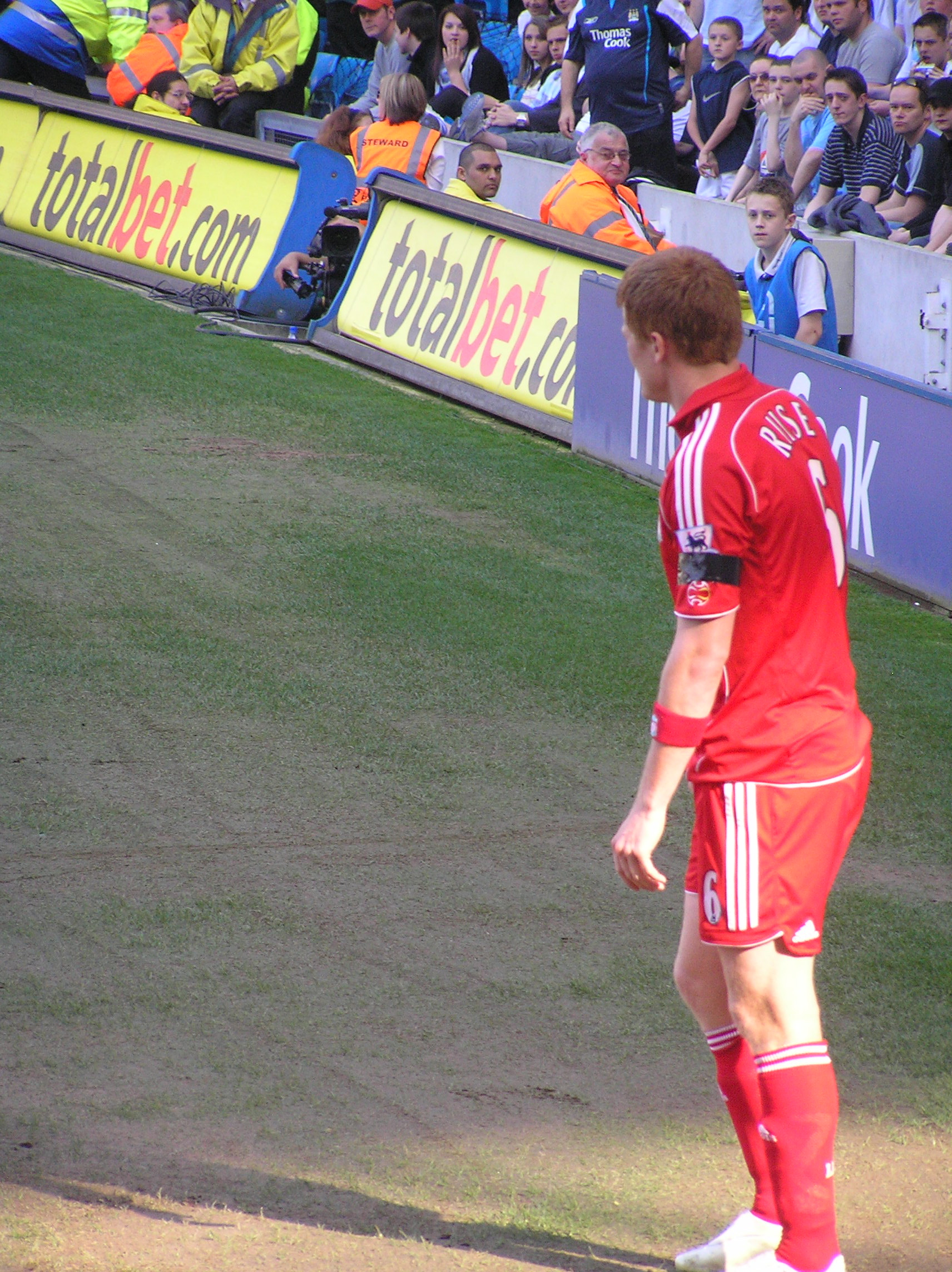
リヴァプールでのリーセ

2001年8月24日、古巣モナコのホームスタジアムスタッド・ルイ・ドゥで行われたUEFAスーパーカップのFCバイエルン・ミュンヘン戦で移籍後公式戦初出場。デビュー戦ながら3-2での勝利につながるゴールを決め、自身のリヴァプールにおける最初のタイトルを獲得した。また、リーセはプレミアリーグでも度々重要なゴールを決めている（アーセナルFC戦やニューカッスル・ユナイテッドFC、さらにはマンチェスター・ユナイテッドFCなど）。リーセは加入以降背番号18番を着用していたが、2004-05シーズンから6番を着用し始めた。この6番は直前までマルクス・バッベルが身に着けていたものである。
2002-03、2003-04シーズンにおけるチームの評価は可もなく不可もなくであったが、2004年に監督がラファエル・ベニテスに代わるとすぐにレギュラーとして活躍。2004-05シーズンには、ハリー・キューウェルの長期離脱のため左サイドハーフを任され、9ゴールを記録。UEFAチャンピオンズリーグ 2004-05決勝でも左サイドハーフとして先発出場。決勝はACミランを相手に3点のビハインドを追いついての劇的なPK戦勝利で、この大会の優勝に貢献した。2005年のリーグカップ決勝では、試合開始45秒でゴールを決めた。これは大会史上最速のゴール記録樹立となったが、試合自体はチェルシーFCに延長戦の末2-3で敗戦した。
2006年1月、アンフィールドで3年間の契約延長をした。また、2年後には現役引退までリヴァプールに留まることを発表した。
2005-06シーズンのFAカップ準決勝ではチェルシーと対戦し、この試合唯一のゴールを決めた。決勝ではウェストハム・ユナイテッドFCを破り自身初のFAカップタイトルを獲得した|。
2006年の秋、リヴァプールはアウェイゲームで勝ち点を落とす試合が増え始め、ペペ・レイナやジェイミー・キャラガーらがリーグ優勝を諦めたかのような発言をしたことにリーセが反応し、「俺たちは諦めない。しかし臆病者は諦める。」と発言した。

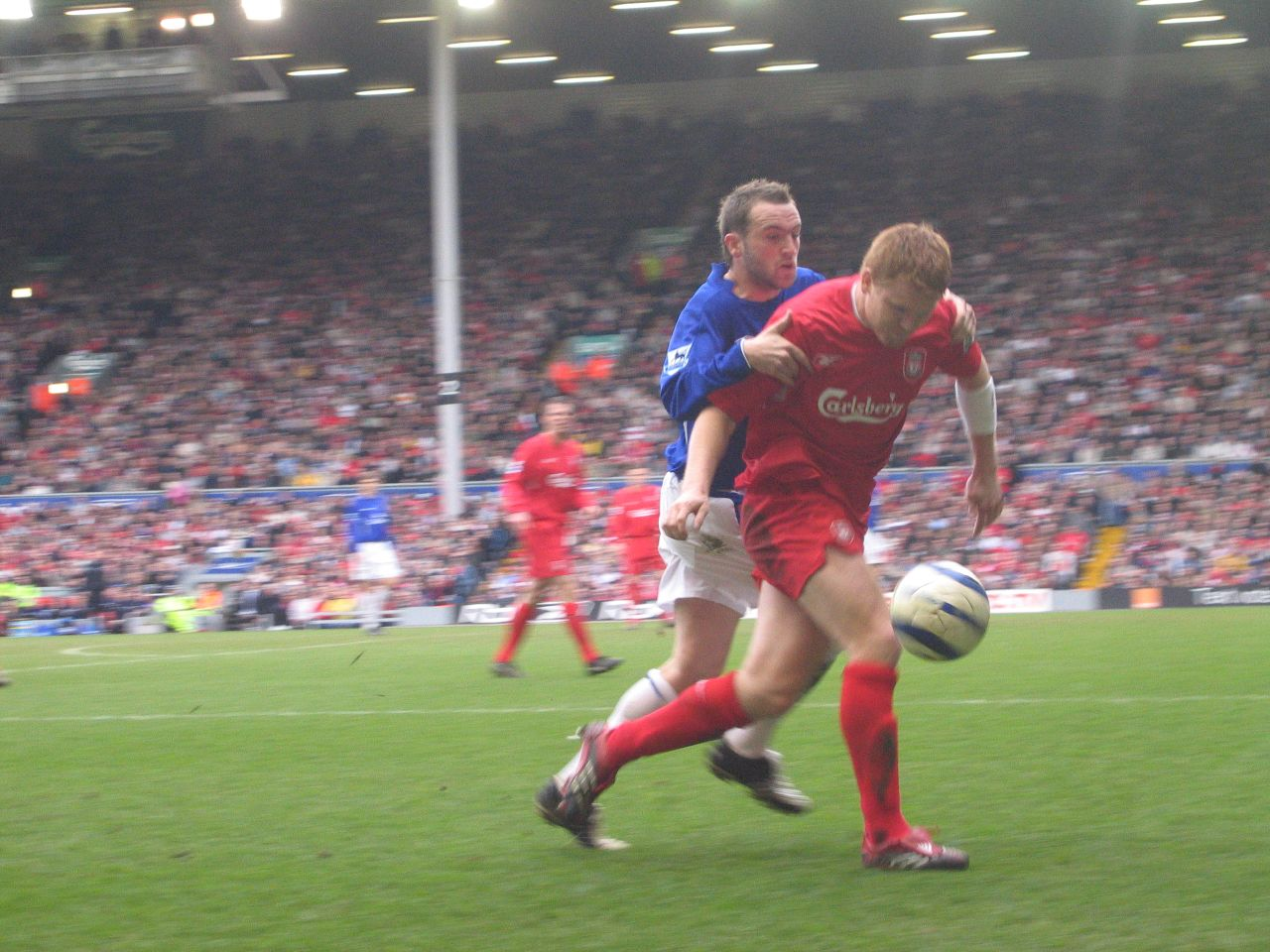
エヴァートン戦でのリーセ

2008年1月15日、ルートン・タウンFCに先発フル出場したことで、リヴァプールにおける公式戦出場数で50位にランクインした。この記録達成はわずか7年間の出来事である。UEFAチャンピオンズリーグ 2007-08準決勝1stleg、ホームでのチェルシー戦では1-0とリードした後半ロスタイムに、相手のクロスをクリアしようとしてダイビングヘッドをするもオウンゴールとなってしまい、引き分けに終わる。結局アウェーでは延長戦の末1点差で敗れ、リヴァプール敗退の戦犯となってしまった。

### ASローマ
リヴァプールでの2007-08シーズンにバレンシアCFから移籍してきたブラジル人DFファビオ・アウレリオにポジションを奪われたことや先述のミスなどが原因で移籍を希望するようになったリーセは、2008年6月18日、セリエAのASローマに移籍した。ローマはリヴァプールに対して500万ポンドを支払った。また、移籍金は一括ではなく2年に分けて分割で支払われる。加入してからもハードワークを続けたことでローマファンからの支持を集め、上位陣撃破に貢献するプレーを見せた。実際、リーセのローマ移籍後初ゴールは前年度チャンピオンのインテル戦である。2か月後のACミランとの重要な一戦ではゴール右上に突き刺したフリーキックと1つのアシストで3-2での勝利に貢献。この試合のMVPに選出されている。そのほかユヴェントスFC戦などでもヘディングによるゴールを挙げている。2009年3月11日のUEFAチャンピオンズリーグ 2008-09決勝トーナメント1回戦のアーセナルFC戦では負傷したフアンの代わりに急遽CBに入り穴を埋めて見せるなど攻守に活躍し、この試合のマンオブザマッチに選ばれた（ただしローマはPK戦の末敗退）。

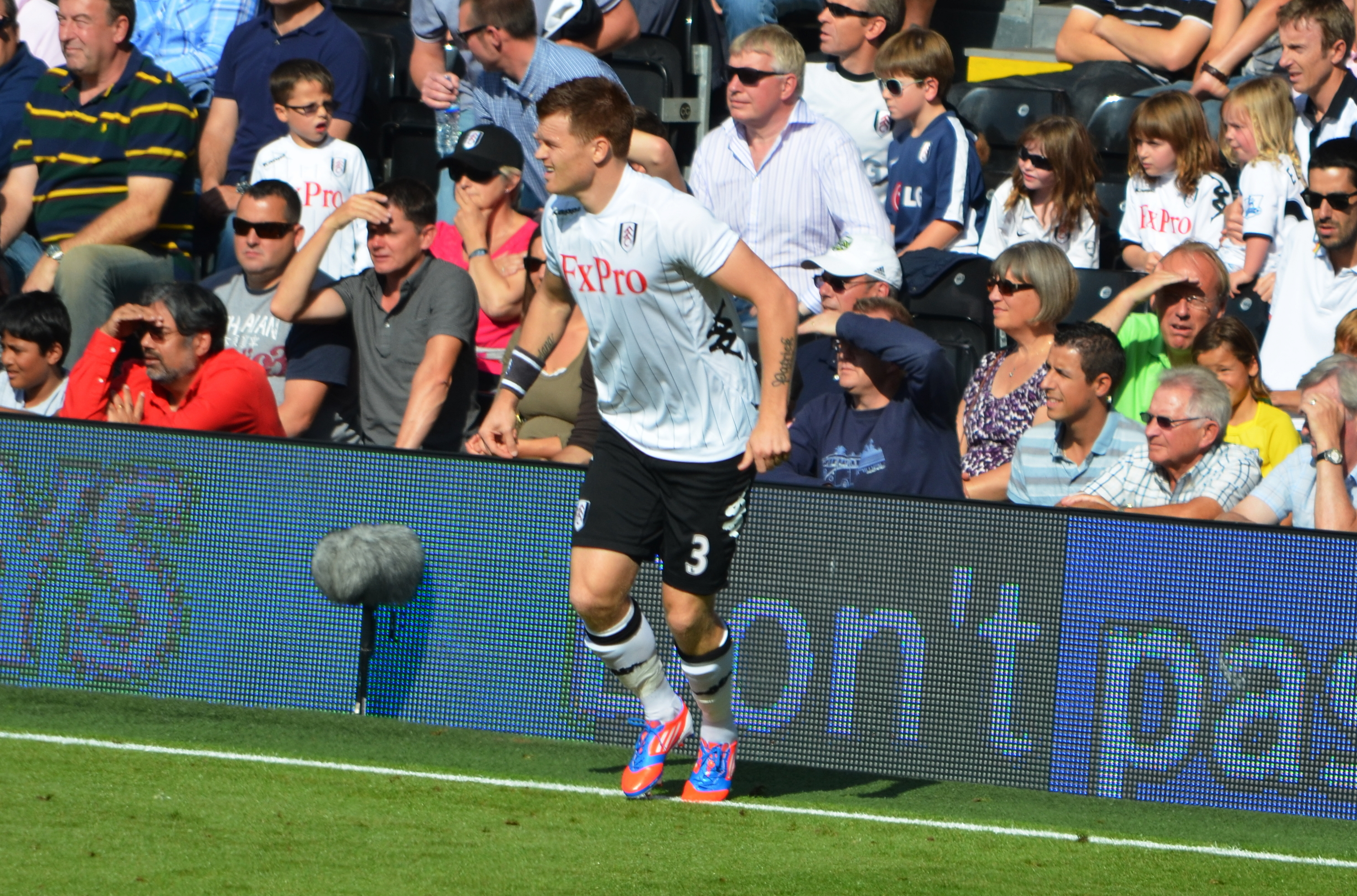
フラムでのリーセ

### フラムFC
2011年7月6日に3年契約でフラムFCに移籍。イングランドには3シーズンぶりの復帰となる。なお、これによって弟ビヨルンと同じチームに所属することとなった。7月21日のUEFAヨーロッパリーグクルセイダーズFC戦でデビューした。
2014年5月23日、クラブから放出された。

### 代表引退後
2013年5月6日に代表引退を表明した。
2014年9月1日、APOELニコシアに加入した。
2016年6月13日、現役引退を発表した。
2016年8月18日、現役引退を撤回し、インディアン・スーパーリーグのチェンナイインFCへ入団が発表され、10月から12月に行われたリーグ戦に出場した。

## 代表経歴
2000年1月31日、アイスランド代表戦でノルウェー代表デビューを果たした。同年2月23日、トルコ代表との親善試合にて代表初ゴールを決めた。そして同年に開催されたUEFA EURO 2000にも参加したが、1試合も出場できずに終わった。これ以降、ノルウェー代表としてメジャー大会に出場することは叶わなかった。それからおよそ10年後の2011年11月12日、ウェールズ代表と対戦したリーセはこの試合に先発フル出場したことで、ノルウェー代表通算100試合出場を達成した。2012年8月15日、以前からノルウェー代表最多キャップ数更新が期待されていたが、この日のギリシャ戦に出場したことで、これ以前までノルウェー代表の歴代最多出場記録の104試合を保持していたトルビョルン・スヴェンセンの記録を抜いた。最終的にリーセは出場数を140まで伸ばすが、現在もこの記録は破られていない。

## プレースタイル
フラムFCの公式サイト上プロフィールによると、リーセは「尽きることのないスタミナと力強いミドルシュートで知られ、完成されたDFである。また、セットプレーにおいて非常に脅威となる存在である。主戦場は左サイドバックだが、緊急時には左サイドハーフさらにはセンターバックもこなせる。」と記載されている。

## 引退後の経歴
2019年1月4日、マルタのサッカークラブビルキルカラFCのスポーツディレクターに就任したが、3か月後に個人的な問題で辞任した。

## エピソード
実弟のビョルン・ヘルゲ・リーセも同じくサッカー選手であり、ノルウェー代表にも召集されている。ヨンとビョルンは2011-12シーズンのみ、フラムFCでキャリアを共にした。
リーセは幼馴染でモデルのグリ・ハヴネヴィクと2003年に結婚している。しかし、1年で離婚した。彼らの間には1人の女の子がおり、名前はアリアナである。リーセは彼女の名前を自身の右腕にタトゥーとして入れている。
2007年、マリア・エルヴェガルドと再婚。2008年夏に挙式予定だったが、リーセのASローマ移籍の影響で1年延期され、1年後に近親者のみでニューヨークにて行われた。二人の間には1男1女がいる。リーセの左腕には息子のパトリックという名前が彫られている。しかし、2012年7月にまたも離婚。
2014年5月、ルイス・アンジェリカと再婚した。

## タイトル

### クラブ
ASモナコ
- フランスリーグ・アン : 1 (1999-00)
- トロフェ・デ・シャンピオン : 1 (2000-01)

リヴァプールFC
- FAカップ : 1  (2005-06)
- カーリングカップ : 1 (2002-03)
- UEFAチャンピオンズリーグ : 1 (2004-05)
- コミュニティーシールド : 2 (2001, 2005)
- UEFAスーパーカップ : 1 (2001, 2005）

### 個人
- ノルウェー最優秀選手賞 : 1 (2006）